# Paulsen (Familienname)
Paulsen ist ein Familienname.

## Namensträger

### A
- Adalbert Paulsen (1889–1974), deutscher Theologe, Landesbischof in Schleswig-Holstein
- Adam Paulsen (1833–1907), dänischer Physiker
- Albert Paulsen (1925–2004), ecuadorianischer Schauspieler
- Alex Paulsen (* 2002), neuseeländisch-südafrikanischer Fußballspieler
- Alfred Paulsen (1849–1936), norwegischer Komponist, Dirigent und Organist
- Andreas Paulsen (1899–1977), deutscher Wirtschaftswissenschaftler
- Anna Paulsen (1893–1981), deutsche Theologin
- Anne Bugge-Paulsen (* 1979), norwegische Fußballspielerin
- Anne-José Paulsen (* 1952), deutsche Juristin, siehe Anne-José Springorum
- Arno Paulsen (1900–1969), deutscher Schauspieler und Synchronsprecher
- Axel Paulsen (1855–1938), norwegischer Eiskunstläufer

### B
- Bjørn Paulsen (* 1991), dänischer Fußballspieler

### C
- Carl Arnold Paulsen (1808–1862), dänischer Maler
- Carsten Paulsen (1932–2004), deutscher Politiker (SPD)
- Charlotte Paulsen (geb. Charlotte Thornton; 1797–1862), deutsche Sozialreformerin und Frauenrechtlerin
- Christian Paulsen (1798–1854), dänischer Jurist, Buchautor und Politiker

### D
- Dirk Paulsen (* 1959), deutscher Schachspieler

### E
- Edvin Paulsen (1889–1963), norwegischer Turner
- Elisabeth Paulsen (1879–1951), deutsche Dichterin und Übersetzerin
- Erik Paulsen (Synchronregisseur) (* 1954), deutscher Synchronregisseur und Dialogbuchautor
- Erik Paulsen (Politiker) (* 1965), amerikanischer Politiker
- Ernst Paulsen (1916–2002), deutscher General

### F
- Folke Paulsen (* 1960), deutscher Schauspieler
- Frederik Paulsen (Mediziner) (1909–1997), deutsch-schwedischer Mediziner und Unternehmensgründer
- Frederik Paulsen (Chemiker) (* 1950), schwedischer Chemiker und Unternehmer
- Friedrich Paulsen (1846–1908), deutscher Pädagoge und Philosoph
- Friedrich Paulsen (Architekt) (1874–1947), deutscher Architekt und Verbandsfunktionär
- Friedrich Paulsen (Mediziner) (Friedrich Paul Paulsen; * 1965), deutscher Anatom und Hochschullehrer
- Frithjof Paulsen (1895–1988), norwegischer Eisschnellläufer
- Fritz Paulsen (1838–1898), deutscher Maler

### G
- Gary Paulsen (1939–2021), US-amerikanischer Schriftsteller
- Gitte Paulsen (* 1965), dänische Badmintonspielerin
- Gundel Paulsen (1926–2018), deutsche Pädagogin und Herausgeberin
- Gustav Paulsen (1876–1955), deutscher Politiker

### H
- Hans Paulsen (1922–2024), deutscher Chemiker
- Harald Paulsen (1895–1954), deutscher Schauspieler
- Harm Paulsen (* 1944), deutscher Archäologe
- Harry Lamberts-Paulsen (1895–1928), deutscher Schauspieler
- Heinrich Paulsen (1898–1974), deutscher Komponist und Chorleiter
- Henning Paulsen (1944–1994), deutscher Theologe
- Henning Paulsen (Politiker) (1850–1916), deutscher	Landwirt, Abgeordneter des Preußischen Abgeordnetenhauses
- Herbert Paulsen (1901–1979), deutscher Widerstandskämpfer, Polizist und Sportfunktionär
- Hermann Paulsen (1918–2011), deutscher Lehrer und Künstler
- Hermann Neuton Paulsen (1898–1951), deutscher Pädagoge und Hallig-Besitzer

### I
- Inge Paulsen (1924–2013), norwegischer Fußballspieler
- Ingwer Paulsen (1883–1943), deutscher Grafiker und Maler

### J
- Jan Paulsen (* 1967), dänischer Badmintonspieler
- Johann Christian Paulsen (1748–1825), deutscher Forstmann
- Johannes Paulsen (1847–1916), deutscher Pastor
- Jürgen Paulsen (1568–1645), deutscher Kaufmann und Politiker, Ratsherr in Lübeck, siehe Jürgen Pavels

### K
- Karl-Heinz Paulsen (1909–1941), deutscher Ozeanograph und Polarforscher
- Karsten Paulsen (1929–2010), deutscher HNO-Arzt

### L
- Lasse Paulsen (* 1974), norwegischer Skirennläufer
- Leif Otto Paulsen (* 1985), norwegischer Fußballspieler
- Liv Paulsen (1925–2001), norwegische Leichtathletin
- Logan Paulsen (* 1987), US-amerikanischer American-Football-Spieler
- Louis Paulsen (1833–1891), deutscher Schachspieler

### M
- Marianne Paulsen (* 1980), norwegische Fußballspielerin
- Marit Paulsen (1939–2022), schwedische Politikerin
- Max Paulsen (1876–1956), österreichischer Schauspieler

### N
- Nina Paulsen (* 1950), russlanddeutsche Journalistin und Redakteurin

### O
- Otto Paulsen (1918–1998), deutsch-schwedischer Arzt und Unternehmensgründer
- Ove Paulsen (1874–1947), dänischer Botaniker

### P
- Paul Paulsen (1882–1963), deutscher Schauspieler
- Peter Paulsen (Geistlicher) (1778–1855), deutscher Geistlicher
- Peter Paulsen (Archäologe) (1902–1985), deutscher Prähistoriker

### R
- Ralf Paulsen (1929–2015), deutscher Sänger
- Rolf Paulsen (* 1934), norwegischer Radrennfahrer
- Rob Paulsen (* 1956), US-amerikanischer Schauspieler und Synchronsprecher
- Rudolf Paulsen (Schriftsteller) (1883–1966), deutscher Schriftsteller
- Rudolf Paulsen (Archäologe) (1893–1975), österreichischer Prähistoriker und Archäologe

### S
- Sigrun Paulsen (* 1945), deutsche Malerin
- Sondre Paulsen (* 1988), norwegischer Handballspieler
- Svenja Paulsen (* 2003), deutsche Fußballspielerin

### T
- Theodor Paulsen (1839–1921), deutscher Theologe und Schulgründer
- Thomas Paulsen (* 1959), deutscher Altphilologe
- Tiffany Paulsen, US-amerikanische Drehbuchautorin und Schauspielerin

### U
- Ursula Paulsen (* 1935), deutsche Tischtennisspielerin
- Uwe Paulsen (1944–2014), deutscher Schauspieler und Synchronsprecher

### V
- Vetle Paulsen (* 2000), norwegischer Biathlet
- Viktor Paulsen (1913–1987), österreichischer Slawist

### W
- Wilfried Paulsen (1828–1901), deutscher Kartoffelzüchter
- Wilhelm Paulsen (1875–1943), deutscher Pädagoge
- Wolfgang Paulsen (1910–1998), deutscher Germanist und Literaturwissenschaftler